# Марґот Марсман
Марґот Марсман (нід. Margot Marsman, 9 лютого 1932 — 5 вересня 2018) — нідерландська плавчиня.
Призерка Олімпійських Ігор 1948 року.
Призерка Чемпіонату Європи з водних видів спорту 1947 року.